# Connexon
 (septembre 2016).
Si vous disposez d'ouvrages ou d'articles de référence ou si vous connaissez des sites web de qualité traitant du thème abordé ici, merci de compléter l'article en donnant les références utiles à sa vérifiabilité et en les liant à la section « Notes et références ».
Un connexon est une structure bio-moléculaire composant certains types de jonction communicante.
Un connexon est constitué par l'assemblage de 6 molécules de connexines qui délimitent un pore de 1,25 nm de diamètre.
L'assemblage de 2 connexons permet la formation d'un nexus.